# 비즈 스톤

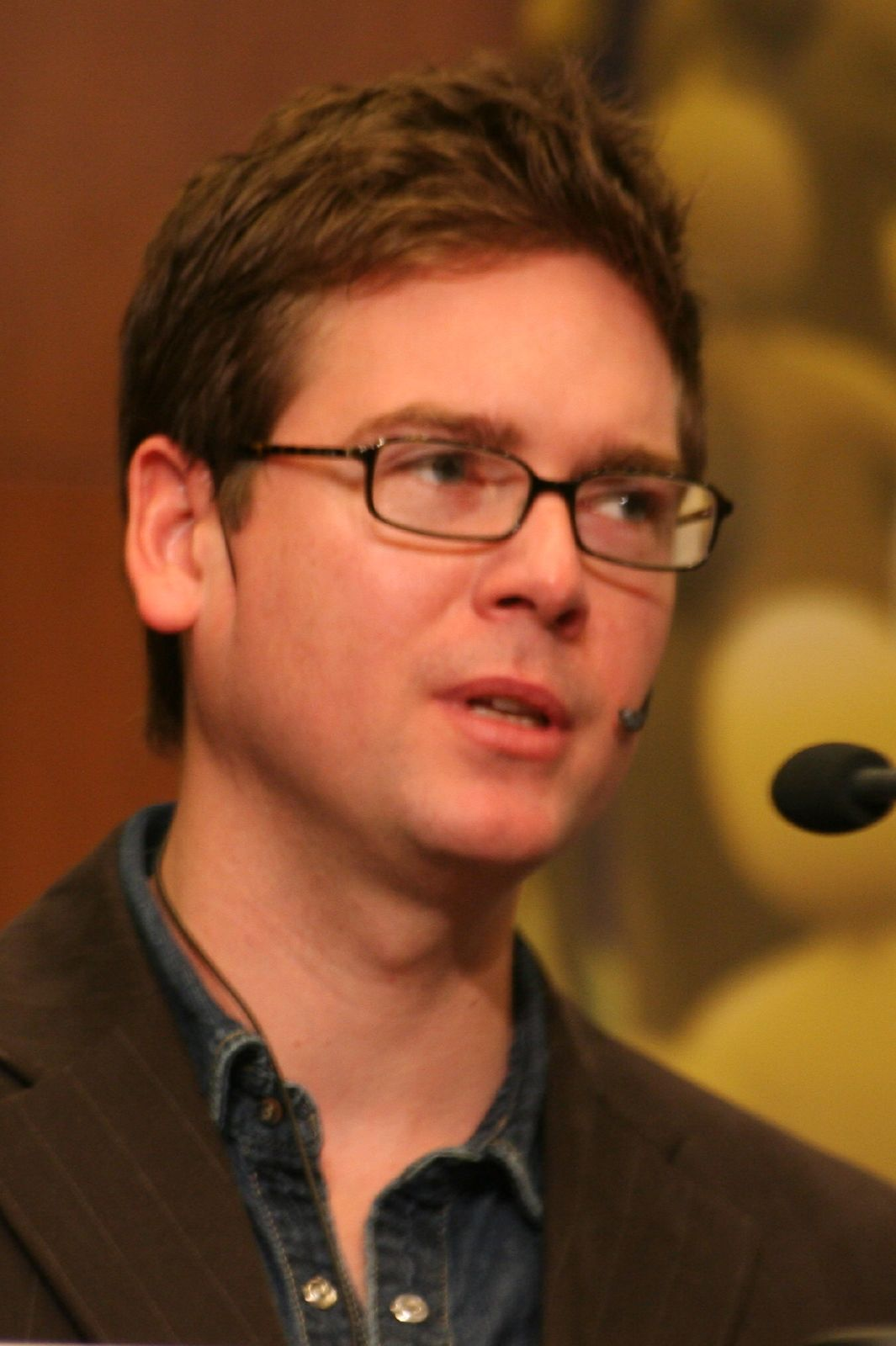
비즈 스톤(2007년)

크리스토퍼 아이작 스톤(영어: Christopher Isaac Stone, 1974년 3월 10일~ )은 미국의 프로그래머이자 트위터의 공동 설립자이다.

## 이력
비즈 스톤은 매사추세츠주 웰즐리에 소재한 웰즐리 고등학교를 졸업하였다. 그는 또한 노스이스턴 대학교와 매사추세츠 대학교 보스턴을 다녔지만 졸업은 하지 않았다.